# Shop Corner
Shop Corner – osada w Anglii, w hrabstwie Suffolk, w dystrykcie Babergh. Leży 12 km na południe od miasta Ipswich i 106 km na północny wschód od Londynu.